# Wissenschaft und Wissenschaft über Wissenschaft
Wissenschaft und Wissenschaft über Wissenschaft („Science and Science of Science“, «Наука та наукознавство», „Наука и науковедение“) – ist eine internationale wissenschaftliche Zeitschrift des Zentrums für Forschungen des wissenschaftlichen und technologischen Potentials und der Geschichte der Wissenschaft G. M. Dobrov. Sie wird seit 1993 von der Nationalen Akademie der Wissenschaften der Ukraine herausgegeben.
Die Zeitschrift entstand auf Grundlage der ukrainischen wissenschaftlichen Reihe „Wissenschaft über Wissenschaft und die Informatik“ («Наукознавство та інформатика») (1970–1992).
Zum Redaktionskollegium zählen Fachkräfte aus der Ukraine, Russland, Großbritannien, China, den Vereinigten Staaten und Ungarn. Die Artikel werden in drei Sprachen veröffentlicht: ukrainisch, russisch und englisch.
Gegenstand der Zeitschrift ist die Entwicklung der Wissenschaftsgeschichte sowie die Wissenschaftswissenschaft in Geschichte, Gegenwart und Zukunft; der Einfluss der Wissenschaft auf Wirtschaft, Kultur, Bildung und andere Lebensbereiche; die Analyse sozialer, ökologischer, militärischer und anderer Aspekte der wissenschaftlichen Forschung; sowie die Probleme der staatlichen wissenschaftlich-technischen und innovativen Politik. Sie initiiert die Diskussion in der Wissenschaft und Öffentlichkeit bezüglich des Zustandes der Wissenschaft und ihrer Möglichkeiten, Probleme zu lösen.
Zielgruppe der Zeitschrift sind Wissenschaftler, Philosophen und Wissenschaftshistoriker als auch eine  breite allgemeine Leserschaft.
Das Hauptfeld der Publikationen der Zeitschrift:
- die Wissenschaft im Leben der Menschen und der Gesellschaft;
- Forschungsergebnisse der Wissenschaftswissenschaft;
- Forschungsergebnisse der Wissenschaftsgeschichte, Wissenschaftsphilosophie

Ständige Rubriken:
- die Wissenschaft, die Technik und die Innovation in der modernen Welt
- die Probleme der Entwicklung des wissenschaftlich-technischen Potentials und seine Wechselwirkung mit der Wirtschaft, Bildung und Kultur
- die Horizonte der Entwicklung der Wissenschaft in Vergangenheit, Gegenwart und Zukunft
- Arbeiten der Wissenschaftswissenschaft und Wissenschaftsgeschichte (wissenschaftliche Hauptarbeiten, Dissertationen, Forschungen, Rezensionen, Zeitschriftenschau)
- Erfindungen und der Veranstaltungen
- die Ukraine im weltweiten Kontext, Chronologie der Hauptereignisse der ukrainischen Wissenschaft.